# La République du mépris
Pour les articles homonymes, voir République (homonymie).
La République du mépris est un roman français de Max Leclerc paru en 1975.

## Synopsis
Dans un pays imaginaire d'Europe, un réalisateur de télévision, réduit au chômage parce qu'il a été oublié au cours d'une des nombreuses réformes que subit périodiquement la radio-télévision, rejoint au volant de sa voiture sa propriété de campagne pour s'y suicider. Au fil de la route, revivent ses souvenirs, qui évoquent les événements l'amenant à cette extrémité, brossent le portrait de personnages variés ou animent le tableau d'un fameux « panier de crabes ».

## Divers
En février 2010, les éditions du Masque d'or rééditent ce livre sous le titre La République du mépris ou le Cimetière des crabes et sous le nom complet de son auteur, Max-Firmin Leclerc. L'ouvrage a reçu le 2e prix du roman au Grand Prix roussillonnais des écrivains 2011.